# Run Away (píseň)
„Run Away“ je píseň, se kterou vystupovali a reprezentovali SunStroke Project s Oliou Tirou Moldavsko na Eurovision Song Contest 2010 v květnu stejného roku, v norském Oslu. Píseň vyhrála národní finále nazvané O melodie pentru Europa 2010, které se konalo 6. března. Získala maximální počet bodů od poroty i hlasujících.
V soutěži Eurovize vystoupila v 1. semifinále se startovní pozicí číslo 1.
Po soutěži se píseň „Run Away“ stala předmětem velkého internetového memu obklopujícího saxofonové sólo provedené saxofonistou Sergejem Stepanovem, který je podobným fenoménem jako Rickroll a Trololo a byl ve videích na YouTube nazván Epic Sax Guy.
Pravidla soutěže zakazují hrát na pódiu na hudební nástroje, což znamená, že Sergej Stepanov vůbec na saxofon nehrál, ale synchronizoval pohyby s předem nahranou stopou.

## Žebříčky

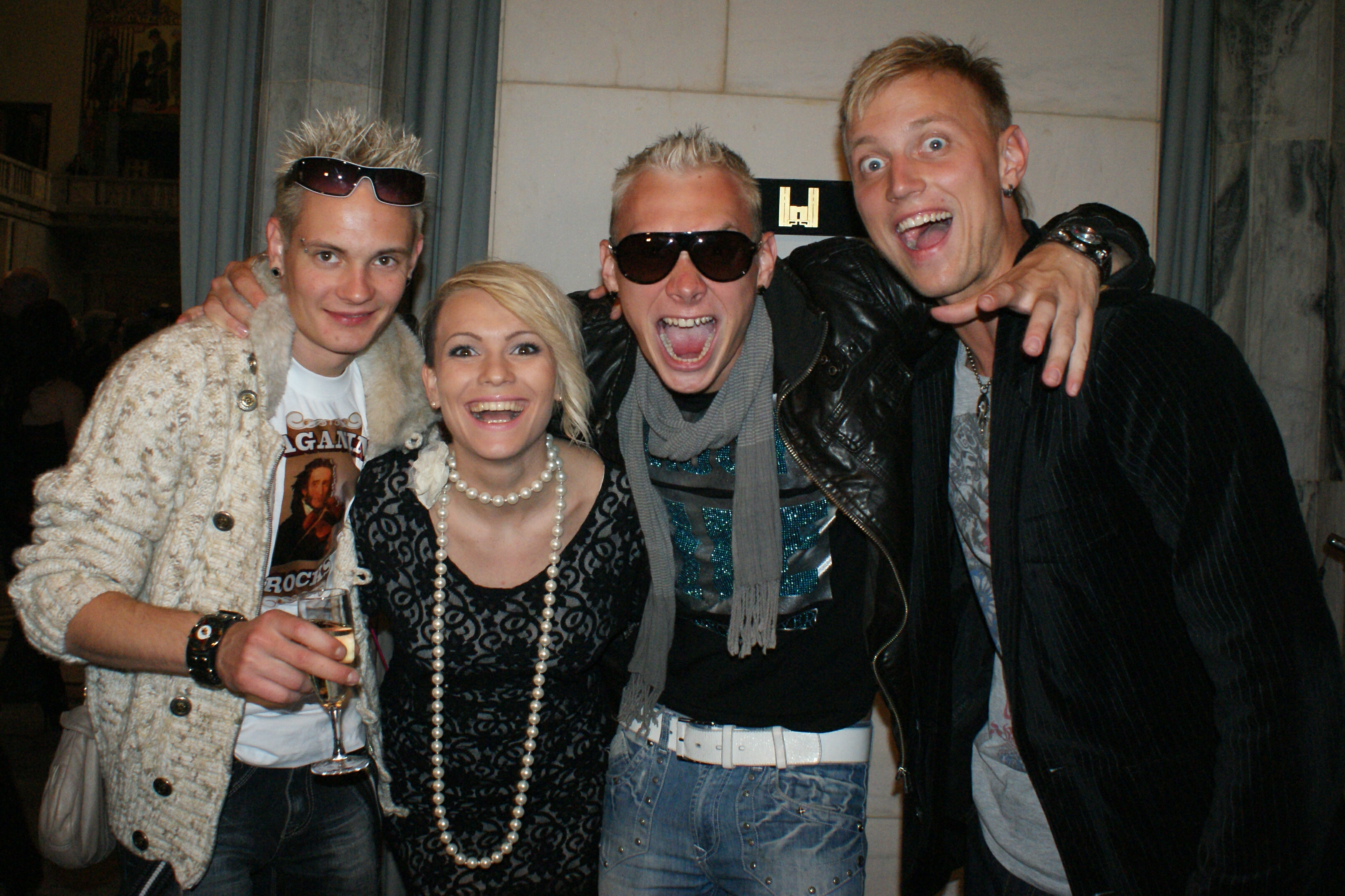
Sun Stroke Project & Olia Tira

| Žebříčky (2010)                 | Nejvyšší dosažená pozice |
| ------------------------------- | ------------------------ |
| Norsko (VG-lista)               | 7                        |
| Švédsko (Swedish Singles Chart) | 31                       |